# Хайнрих фон Валбек
Хайнрих фон Валбек (на немски: Heinrich von Walbeck; * 973; † 25 ноември 1002 или сл. септември 1004) е граф на Валбек. Брат е на историка епископ Титмар Мерзебургски.

## Биография
Той е най-големият син на граф Зигфрид I фон Валбек († 15 март 990) и съпругата му Кунигунда фон Щаде († 13 юли 997), дъщеря на граф Хайнрих I „Плешливи“ фон Щаде († 976) и Юдит фон Ветерау († 973) (от род Конрадини).
Брат е на Фридрих фон Валбек († 1012/1018), граф на Валбек, бургграф на Магдебург, Титмар Мерзебургски († 1018), историк, от 1009 г. епископ на Мерзебург, Зигфрид († 1032), от 1022 г. епископ на Мюнстер, и на Бруно († 1049), от 1034 г. епископ на Ферден.
Хайнрих поема графството на баща си, което вероятно се намирало в Нордтюринггау. През 998 г. той помага заедно с брат си Фридрих на братовчед им Вернер фон Валбек при отвличането на Лиутгард фон Майсен, дъщерята на маркграф Екехард I фон Майсен, от манастир Кведлинбург във Валбек. През 1004 г. Хайнрих фон Валбек участва в похода на Хайнрих II в Бохемия, за да се помогне на княз Яромир.
По молба на брат му Титмар и съгласието на брат му Фридрих, той завещава имението Тундерслебен на църквата в Мерзебург.
Хайнрих фон Валбек е убит в битка през 1002 или сл. септември 1004 г. Той не е женен и след смъртта му графството Валбек получава брат му Фридрих.